# Equipe húngara na Copa Davis
A equipe húngara na Copa Davis representa a Hungria na Copa Davis, principal competição de tênis masculina por equipes do mundo. É administrada pela Hungarian Tennis Association.